# Cuneris Petri
Cuneris/Cunerus Petri, ook genaamd: Koen Pieters (Brouwershaven, ca. 1530 - Keulen, 15 februari 1580) was de laatste van de twee bisschoppen die het Bisdom Leeuwarden (1559-1579) heeft gekend. Hij werd in 1569 door paus Pius V benoemd.
Het Bisdom Leeuwarden was op last van de Spaanse koning Filips II opgericht, met als doel de ketterij beter de kop te kunnen indrukken. Veel succes had dit plan niet. De eerste Leeuwarder bisschop, Remigius Driutius had zijn zetel, die in 1561 aan hem werd toegewezen, niet in bezit kunnen nemen omdat zijn komst stuitte op verzet van de Staten van Friesland, de Gedeputeerde Staten en de geestelijkheid in Friesland. Petri slaagde er - gesteund door Laurens Mets, commissaris van Alva - wel in Leeuwarden te bereiken. Hij nam zijn intrek in het Blokhuis van de Friese hoofdstad. 
De bisschop begon ambitieus aan zijn werkzaamheden. Hij verordoneerde dat in alle kerken van zijn bisdom de voorschriften van het Concilie van Trente moesten worden afgekondigd. Ook herwijdde hij de kathedrale Sint-Vituskerk in Oldehove, die in 1566 aan de beeldenstorm ten prooi was gevallen. Tijdens zijn korte episcopaat stuitte Petri evenwel steeds meer op verzet van de reformatie. Uiteindelijk keerde ook de geestelijkheid zich tegen hem. Petri verliet in 1579 de stad en vestigde zich in Keulen, waar hij minder dan een jaar later overleed.

## Bron
- Kerkgeschiedenis Friesland

- Bibliothèque nationale de France: cb10737817m (data)
- Biografisch Portaal: 84317782
- Digitale Bibliotheek voor de Nederlandse Letteren: petr017
- Gemeinsame Normdatei: 122931114
- International Standard Name Identifier: 0000 0000 6147 5545
- Library of Congress Control Number: no2017113174
- Nederlandse Thesaurus van Auteursnamen: 101061498
- Istituto Centrale per il Catalogo Unico: RMLV023965
- Système universitaire de documentation: 234671564
- Virtual International Authority File: 42732629